# FC Gerda Waasland

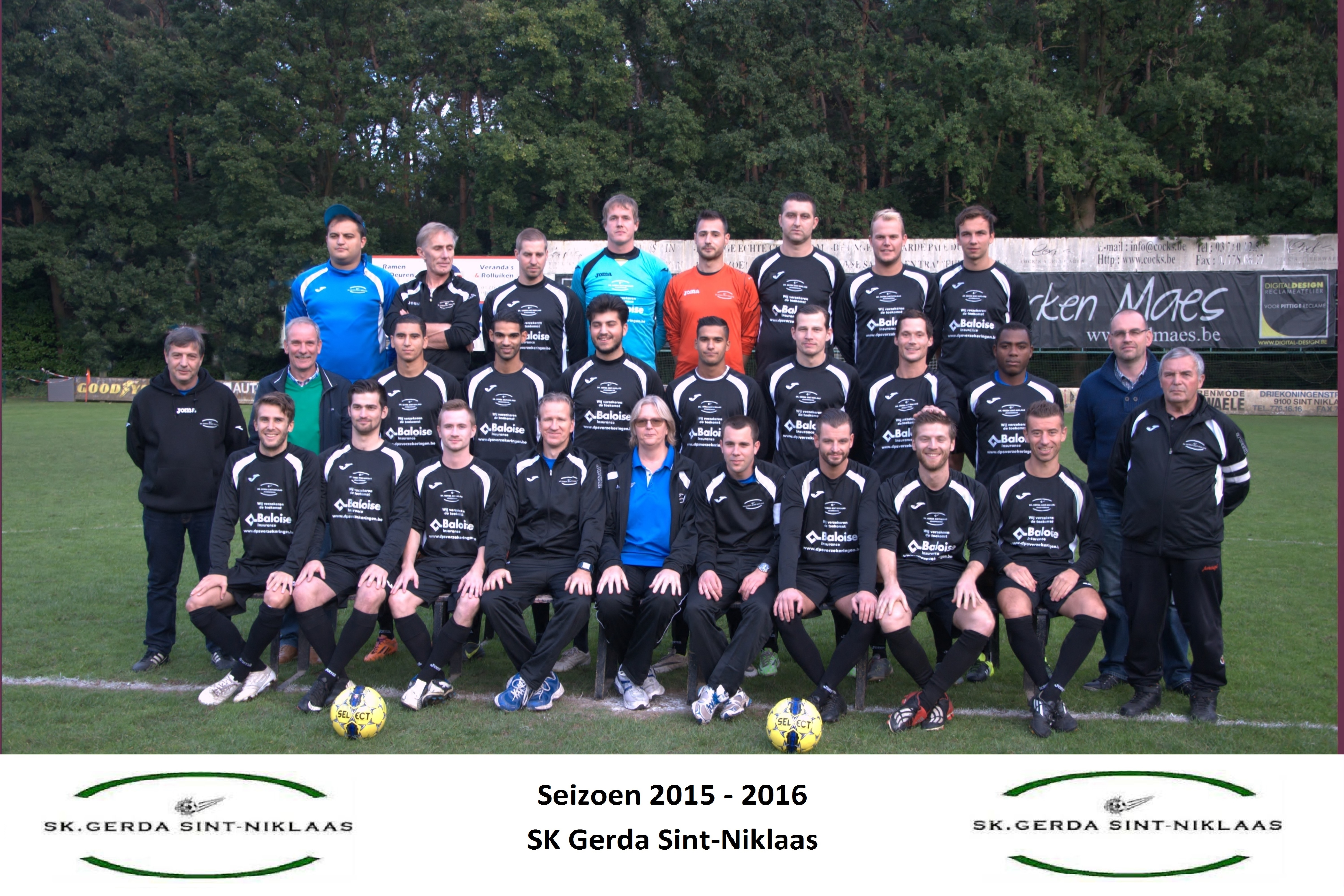

FC Gerda Waasland was een Belgische voetbalclub uit Sint-Niklaas. De club was aangesloten bij de KBVB met stamnummer 9419. De club speelde tijdens 2019/20 in 3de provinciale E Oost-Vlaanderen. De club is failliet gegaan net voor het begin van het seizoen 2020/21.

## Geschiedenis
SK Gerda Sint-Niklaas is ontstaan uit het in 2002 ter ziele gegane KFC Gerda Sint-Niklaas.
SK Gerda Sint-Niklaas startte op 31 augustus 2002 met enkel jeugdafdelingen. De bedoeling was steeds om de jeugdspelers door te laten groeien naar een Eerste Elftal toe.
In het seizoen 2002-2003 werd er gestart met de Scholieren als hoogste ploeg. In het seizoen 2003-2004 met de UEFA’s als hoogste ploeg en het volgende seizoen met een Belofteploeg.
In 2005 trad SK Gerda Sint-Niklaas voor de eerste maal aan met een Eerste Elftal in vierde provinciale. De thuiswedstrijden werden afgewerkt in het Puyenbekestadion te Sint-Niklaas.
In juli 2009 verhuisde de club naar zijn nieuwe accommodatie, het Robert Waterschootstadion in de Pastoor Copstraat 34 te Sint-Niklaas (rechtover Paradisio), vroegere stek van Red Star Haasdonk.
Tijdens het seizoen 2010-2011 speelde het eerste elftal van SK Gerda Sint-Niklaas kampioen in 4de provinciale en promoveerde naar een hogere reeks.
In 2011 werd eveneens gestart met de renovatie van de kleedkamers, sanitair, ...
In 2012 vierde de ploeg zijn 10de verjaardag.
SK Gerda Sint-Niklaas zet ook vandaag nog in op zijn eigen jeugd. Zo wordt er tijdens de competitiewedstrijden van het eerste elftal steeds meer beroep gedaan op de eigen jeugdspelers.
In het voorjaar van 2018 werd bekendgemaakt dat de club vanaf nu door het leven zal gaan als FC Gerda Waasland.
In de zomer van 2020 ging de club failliet.

## Resultaten
| Seizoen                   | Klasse | Klasse | Klasse | Klasse | Klasse | Klasse | Klasse | Klasse | Klasse | Reeks                                                    | Punten                                                   | Opmerkingen |
|                           | I      | I      | II     | III    | IV     | P.I    | P.II   | P.III  | P.IV   |                                                          |                                                          | |
| ------------------------- | ------ | ------ | ------ | ------ | ------ | ------ | ------ | ------ | ------ | -------------------------------------------------------- | -------------------------------------------------------- | --- |
| Als SK Gerda Sint-Niklaas |        |        |        |        |        |        |        |        |        |                                                          |                                                          | |
| 2005/06                   |        |        |        |        |        |        |        |        | 4      | Vierde prov. O-Vl E                                      | 48                                                       | |
| 2006/07                   |        |        |        |        |        |        |        |        | 13     | Vierde prov. O-Vl E                                      | 35                                                       | |
| 2007/08                   |        |        |        |        |        |        |        |        | 3      | Vierde prov. O-Vl E                                      | 55                                                       | |
| 2008/09                   |        |        |        |        |        |        |        |        | 5      | Vierde prov. O-Vl E                                      | 48                                                       | |
| 2009/10                   |        |        |        |        |        |        |        |        | 14     | Vierde prov. O-Vl E                                      | 21                                                       | |
| 2010/11                   |        |        |        |        |        |        |        |        | 1      | Vierde prov. O-Vl E                                      | 71                                                       | |
| 2011/12                   |        |        |        |        |        |        |        | 10     |        | Derde prov. O-Vl E                                       | 34                                                       | |
| 2012/13                   |        |        |        |        |        |        |        | 6      |        | Derde prov. O-Vl E                                       | 44                                                       | |
| 2013/14                   |        |        |        |        |        |        |        | 5      |        | Derde prov. O-Vl E                                       | 53                                                       | |
| 2014/15                   |        |        |        |        |        |        |        | 8      |        | Derde prov. O-Vl E                                       | 44                                                       | |
| 2015/16                   |        |        |        |        |        |        |        | 8      |        | Derde prov. O-Vl E                                       | 45                                                       | |
|                           | 1A     | 1B     | 1Am    | 2Am    | 3Am    | P.I    | P.II   | P.III  | P.IV   | Vanaf 2016-17 zijn er 3 nationale en 2 regionale niveaus | Vanaf 2016-17 zijn er 3 nationale en 2 regionale niveaus | Vanaf 2016-17 zijn er 3 nationale en 2 regionale niveaus                                                                        |
| 2016/17                   |        |        |        |        |        |        |        | 5      |        | Derde prov. O-Vl E                                       | 55                                                       | |
| 2017/18                   |        |        |        |        |        |        |        | 7      |        | Derde prov. O-Vl E                                       | 50                                                       | |
| Als FC Gerda Waasland     |        |        |        |        |        |        |        |        |        |                                                          |                                                          | |
| 2018/19                   |        |        |        |        |        |        |        | 13     |        | Derde prov. O-Vl E                                       | 32                                                       | |
| 2019/20                   |        |        |        |        |        |        |        | 9      |        | Derde prov. O-Vl E                                       | 31                                                       | Vroegtijdig stopgezet wegens de Coronacrisis                                                                                    |
| 2020/21                   |        |        |        |        |        |        |        |        |        | Derde prov. O-Vl E                                       |                                                          | Failliet verklaard in augustus 2020, voor de eerste speeldag. waren echter al ingeschreven in de reeks voor het nieuwe seizoen. |